# Richard McClure
Richard McClure   (Regina, 20 de gener de 1935 - 10 de maig de 2024) és un remer canandenc, ja retirat, que va competir durant la dècada de 1950.
El 1956 va prendre part en els Jocs Olímpics d'Estiu de Melbourne, on guanyà la medalla de plata en la prova del vuit amb timoner del programa de rem. En el seu palmarès també destaca una medalla de plata als Jocs de l'Imperi Britànic de 1958.
El 1959 es graduà en enginyeria mecànica per la Universitat de la Colúmbia Britànica. Posteriorment exercí d'entrenador de la selecció nacional de rem.